# 陳璧 (清朝)

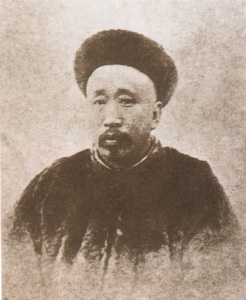

陳璧（1852年六月十九日—1928年閏二月初五），字玉蒼，號雨蒼。福建閩縣人。清末民初政治人物。

## 生平
光緒元年舉人，光緒三年進士，同年五月，授內閣中書
。歷任監察御史、順天府尹及戶部侍郎等职，官至郵傳部尚書，因屬袁世凱一黨被革職。民國後任北洋政府參政院參政。著有《望岩堂奏稿》等。
陳璧故居建於清康熙年間。

## 家庭
祖陈春芳。父陈鸿英，抚民同知。兄弟陈瑀，四品衔国史馆誊录。